# Lampyridae
Famille
La famille des lucioles et des lampyres (Lampyridae) regroupe plus de 2 000 espèces connues de coléoptères produisant presque toutes de la lumière (jaune à verdâtre, longueur d'onde de 510 à 670 nanomètres), au stade larvaire et/ou adulte, réparties sur tous les continents sauf l'Antarctique. Ces insectes, en tant que prédateurs des strates herbacées et arbustives, jouent un rôle important dans leur niche écologique en limitant notamment la pullulation des chenilles, escargots et limaces.
Bien que ces espèces fassent partie des coléoptères, la plupart des femelles ne peuvent pas voler. Elles ressemblent à leurs larves, d'où le nom de « ver » (par exemple en Europe, Luciola lusitanica Charpentier, la femelle possède des ailes, mais ne vole pas).
Le lampyridé le plus connu est le lampyre ou ver luisant commun (Lampyris noctiluca).
Les lucioles sont en déclin presque partout dans le monde, probablement en raison de la conjonction de plusieurs facteurs comme l'usage d'insecticides à grande échelle, la pollution lumineuse et les changements climatiques. Elles sont l'insecte-emblème de deux États américains et ont été déclarées « trésor national » au Japon.

## Cycle reproductif

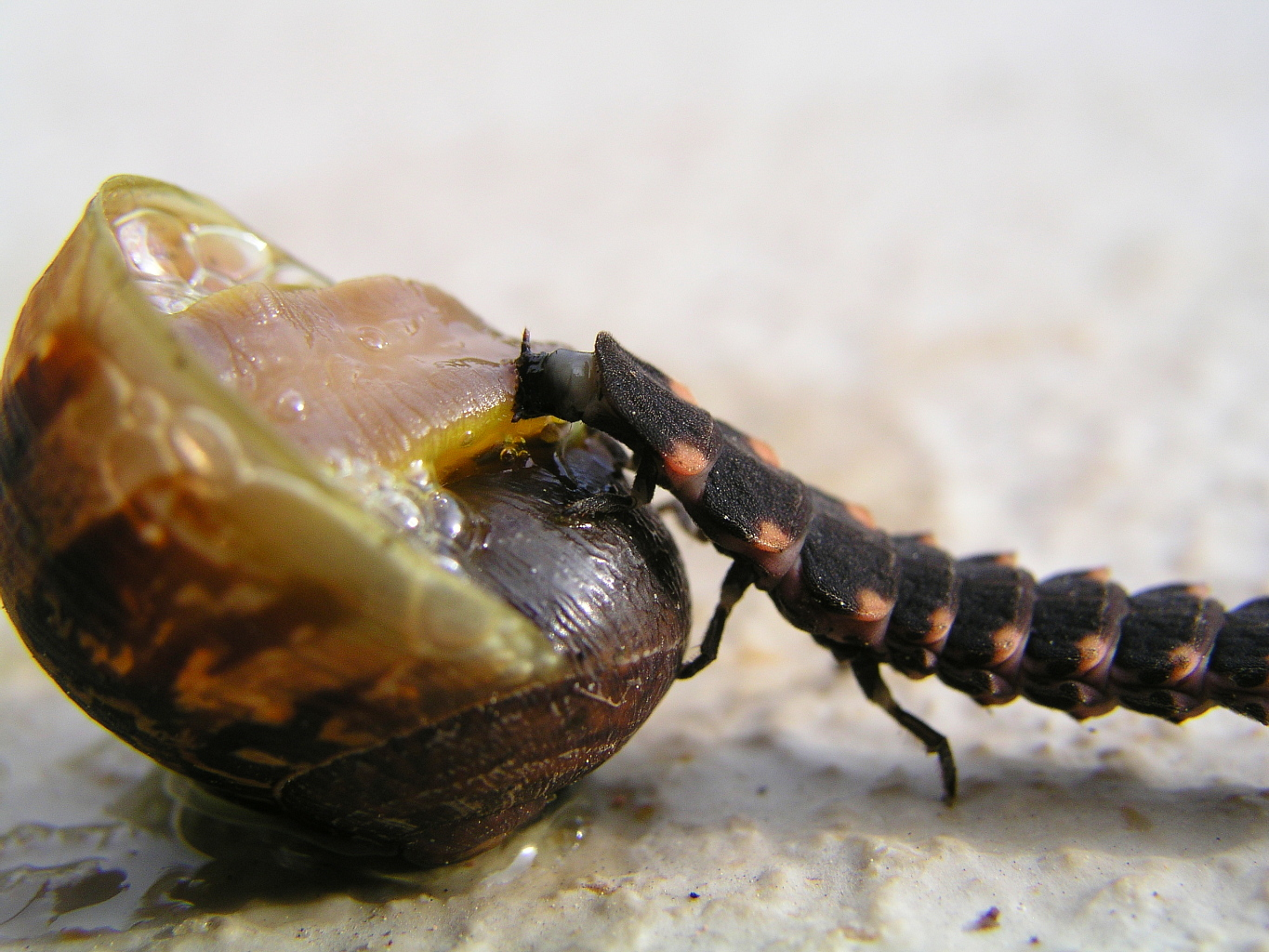
La larve du ver luisant se nourrit d'escargots qu'elle paralyse.

Dans l'hémisphère nord, les larves cessent de se nourrir en mai ou juin, se transforment en nymphe d'où émergera un coléoptère adulte.
La nuit, la femelle émet une lumière de couleur verte, relativement puissante.
Les mâles de chaque espèce émettent un signal lumineux en général plus faible que les femelles, et différent de celui des autres espèces.
Les gros yeux noirs des mâles sont très sensibles à la lumière, et permettent ainsi aux couples de se trouver pour assurer la reproduction.
Les œufs et les larves peuvent aussi émettre de la lumière.

## Mode de production et de contrôle de la lumière

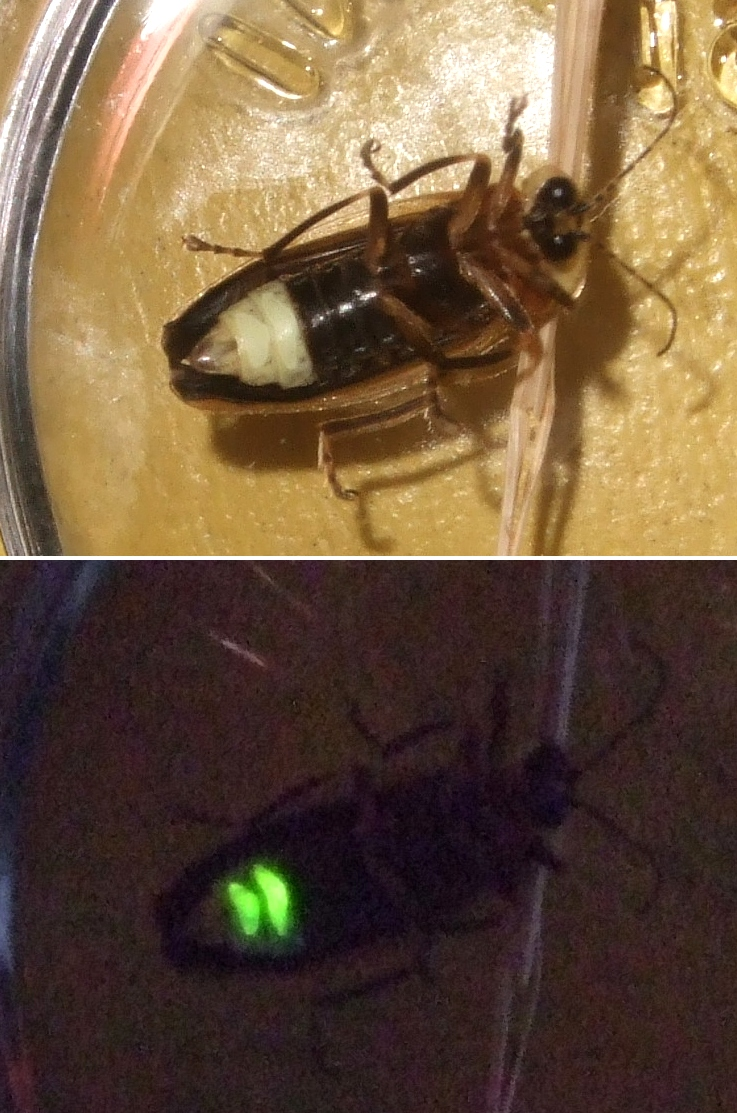
Vues ventrales des segments de l'abdomen qui émettent de la lumière.

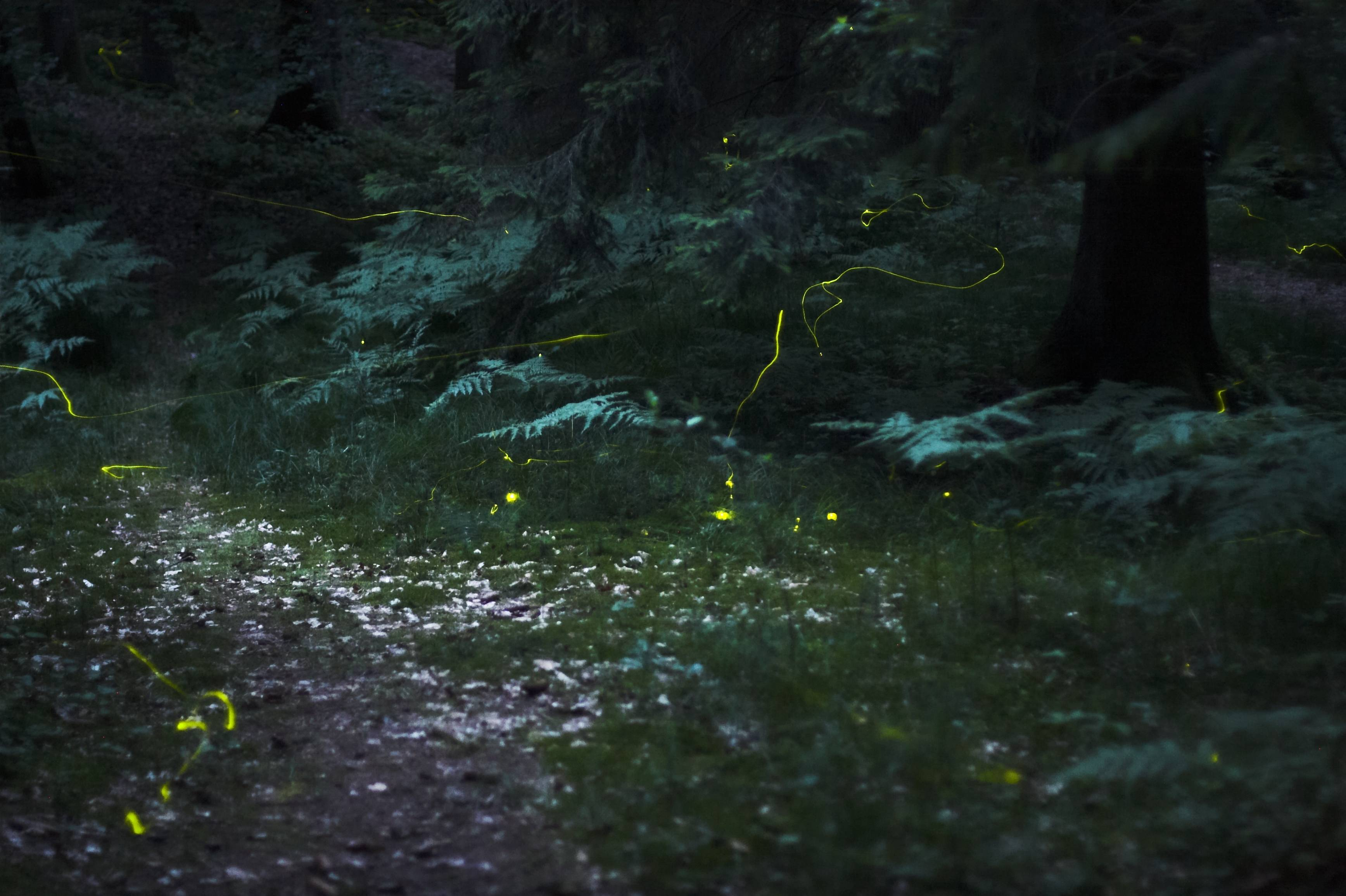
Les traits jaunes matérialisent le vol de lucioles, qu'il est de plus en plus rare d'apercevoir dans les zones urbanisées ou d'agriculture intensive.

La lumière émise par les lucioles est le résultat d'une réaction chimique qui se produit dans les derniers segments de l'abdomen. Ces derniers sont enveloppés par des organes bioluminescents appelés photophores qui contiennent des cellules lumineuses appelées photocytes. La réaction chimique entre la luciférine et la luciférase se produit dans les peroxysomes (petits organites présents dans les photocytes). Pour que cette réaction ait lieu, il faut de l'oxygène. Les lucioles n'ayant pas de poumons, elles utilisent leurs trachéoles pour transporter l'oxygène vers l'intérieur de leur corps. 
Le biologiste Raphaël Dubois a mis en évidence le mécanisme de la bioluminescence. En 1887, il a montré que la réaction était due à une enzyme, la luciférase, agissant sur un substrat, la luciférine, avec nécessité de présence de dioxygène. En fait, les molécules correspondant aux luciférase et luciférine varient selon les espèces. W.D. McElroy a plus tardivement montré que l’émission de « lumière froide » nécessitait aussi deux cofacteurs : l'ATP (adénosine triphosphate) et un minéral (le magnésium). On a d’abord cru que l'ATP était la source de l'énergie, mais pour ensuite démontrer qu’elle joue plutôt un rôle de catalyseur en se liant avec le magnésium, la bioluminescence étant alimentée par une suite de réactions d’oxydoréduction. À la fin de la réaction, on obtient de l'oxyluciférine dans un état électronique excité qui va retourner à l'état stable en émettant un photon qui produit de l'énergie et donc de la lumière. Cette lumière varie d'une espèce à l'autre. Cette variation ne provient pas de la luciférine, mais plutôt des différentes structures de la luciférase, selon que l'oxyluciférine soit sous forme énol ou céto : le photon émettra soit dans la couleur jaune-vert, soit dans la couleur rouge. 
Il a été montré que ce sont des molécules de monoxyde d'azote émises par l'organisme qui contrôlent l'interruption du signal lumineux à un rythme clignotant propre à chaque espèce, et que certaines espèces clignotent en groupe, ce qui permet aux mâles de mieux détecter les femelles et de trouver une partenaire de leur espèce.

## Répartition et habitat

Image d'une femelle (elle est plus bombée et n'a qu'une bande lumineuse). Les lucioles mâles possèdent des plus gros yeux noirs, très sensibles à la lumière et ont un appareil lumineux sur deux segments.

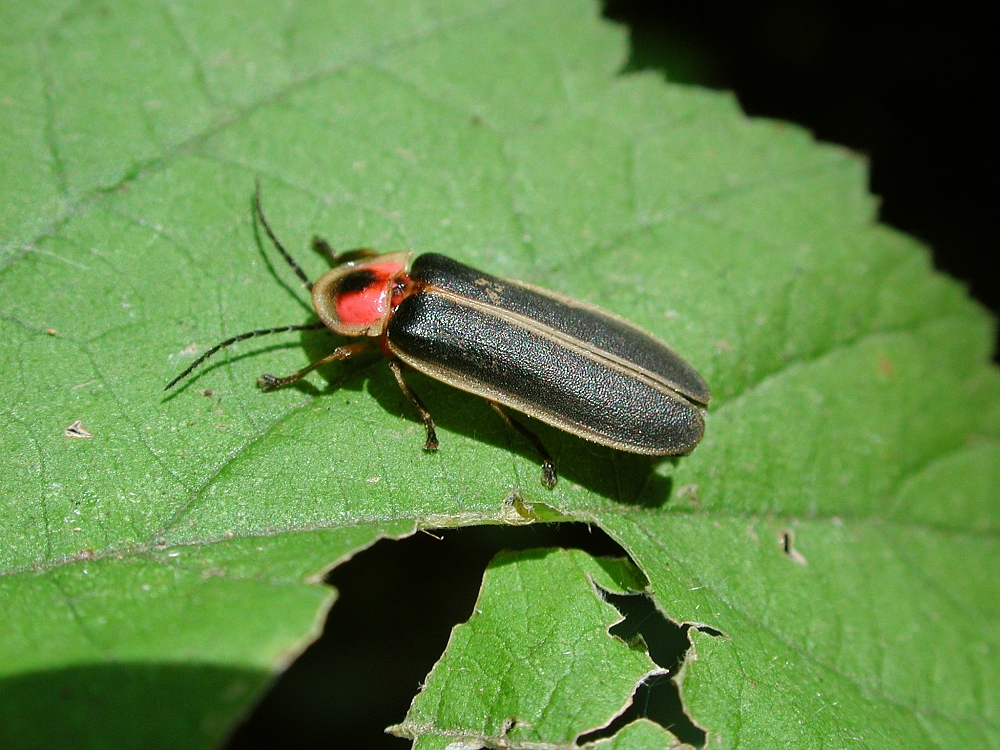
Les yeux, sensibles à de faibles intensités lumineuses sont situés sous la tête, proches l'un de l'autre et protégés du soleil.

Leurs larves vivent dans les forêts, les bocages, les landes, les ripisylves, les mangroves, souvent cachées le jour sous les tapis de feuilles mortes où elles recherchent des escargots, larves, vers qu'elles consomment après les avoir paralysés.

## Conservation
Les lucioles sont sensibles aux insecticides, aux variations de l'abondance de leurs proies et à la pollution lumineuse. L'éclairage artificiel peut perturber les lucioles, comme il perturbe de nombreuses autres espèces nocturnes. On trouve par exemple des larves qui montent sur des poteaux de lampadaire pour se transformer en pupe, en s'exposant à leurs prédateurs diurnes et au soleil qui risque de les déshydrater. Certains individus sont également parfois attirés et « piégés » par des diodes électroluminescentes émettant dans certaines longueurs d'onde. Et les femelles de la luciole Photinus pyralis expérimentalement soumises à la lumière artificielle répondent moins au mâle en approche que celles qui ne sont pas exposées à la lumière (même à proximité d'un éclairage d'intensité moyenne), ce qui se traduit par un moins grand nombre de fécondations.
De plus, comme chez la plupart des insectes de zone tempérée, la photopériode et le cumul des températures qui ont caractérisé la période de croissance ont tous deux une grande importance pour la phénologie et la valeur sélective des espèces (chances de survie). La pluviométrie joue également un rôle très important (tant en cas d'excès d'eau que de période anormalement sèche, qui inhibent les vols de reproduction). Il est généralement supposé que quand plusieurs déterminants co-agissent sur la phénologie d'une espèce, il y a plus de risques que celle-ci soit victime d'asynchronies phénologiques. Cette question a fait l'objet d'une étude de 12 ans (2004-2015) qui a suivi la luciole américaine (Photinus pyralis) dans 10 communautés végétales pour déterminer si des interactions entre déterminants phénologiques pouvaient expliquer la variabilité démographique de l'espèce. 
Les auteurs ont confirmé que le cumul des températures est le principal moteur de la phénologie de cette espèce ; les pics d'activité de vol/reproduction se produisent habituellement après un cumul de températures d'environ 800 degrés-jour (base 10 °C). Mais ce pic varie de près de 180 degrés-jour selon les années, variation pouvant être expliquée par une relation quadratique avec l'accumulation des précipitations durant la saison de croissance. 
Les auteurs de cette étude notent que - de manière générale - plus de lucioles ont été capturées dans les communautés herbacées dont les sols étaient les moins perturbés (luzerne et rotations faites en culture sans labour). Les interactions observées entre le cumul des températures et les précipitations suggèrent pour Photinus pyralis que le réchauffement climatique peut potentiellement perturber la phénologie de nombreux organismes, et que des modifications des motifs des précipitations régionales peuvent encore amplifier ces perturbations.
Les lucioles européennes constituent un nouveau groupe pour étudier l'adaptation génétique aux environnements changeants. Etant distribuées au sud et au nord des Alpes, elles se sont adaptées à divers écosystèmes. Toutefois, des ressources génomiques pour étudier les gènes responsables de cette adaptation ne sont disponibles pour aucune des espèces européennes. Le séquençage des génomes de Lampyris noctiluca, Lamprohiza splendidula et Luciola italica, représentés par des échantillons du canton de Vaud (Suisse), sont en voie de séquençage.

## Bio-indicateur?
Une présence importante de lucioles et de lampyres semble pouvoir être considérée comme un des indicateurs de bon état de naturalité de l'environnement nocturne.
Autrefois, des groupes de milliers de lucioles pouvaient être aperçus sur et autour d'un arbre, aux abords d'un ruisseau. C'est un phénomène devenu très rare hormis dans des lieux éloignés de l'agriculture, des villes, et dépourvus d'éclairage artificiel.

## Sciences participatives
Les lampyres, ou vers luisants, sont l'objet de recherches importantes dans beaucoup de pays européens. Il s'agit de mieux comprendre les raisons de l'apparente régression de leur population. Comme dans d'autres pays européens, un programme de science participative français permet à chacun de signaler s'il voit ou non des vers luisants dans son jardin. Il est ainsi possible d'aider les chercheurs du CNRS et du Groupe Associatif Estuaire dans leur étude.

## Liste des sous-familles
Selon ITIS (31 août 2014) :
- Amydetinae E. Olivier in Wytsman, 1907
- Cyphonocerinae Crowson, 1972
- Lampyrinae Latreille, 1817
- Luciolinae Lacordaire, 1857
- Ototretadilinae Crowson, 1972
- Ototretinae McDermot, 1964
- Photurinae Lacordaire, 1857
- Pterotinae LeConte, 1861

## Liste des genres
Selon Catalogue of Life (31 août 2014) :
- Aspisoma
- Bicellonycha
- Brachylampis
- Ellychnia
- Lucidota
- Luciola
- Micronaspis
- Microphotus
- Paraphausis
- Phausis
- Phosphaenus
- Photinus
- Photuris
- Pleotomodes
- Pleotomus
- Pollaclasis
- Pterotus
- Pyractomena
- Pyropyga
- Tenaspis

## Aspects culturels
En 1975, dans L'article des lucioles, Pier Paolo Pasolini prend la disparition des lucioles comme métaphore d’une culture qui, partout en Europe, allait être dévorée par La société du spectacle, pour reprendre le titre du livre de Guy Debord.